# ارمنستان ایران (۱۵۰۲–۱۸۲۸)
ارمنستان صفویه-افشاریه-قاجاریه به دورانی اطلاق می‌شود که ارمنستان شرقی از سال‌های ۱۵۰۸ تا ۱۸۲۸ میلادی تحت سلطه سه دودمان صفویان (از ۱۵۰۸ تا ۱۷۲۲ میلادی)، افشاریان (۱۷۳۶ تا ۱۷۹۶ میلادی) و قاجاریان (۱۷۸۵ تا ۱۸۲۸ میلادی) قرار گرفت.

## ارمنستان در دوران صفویان

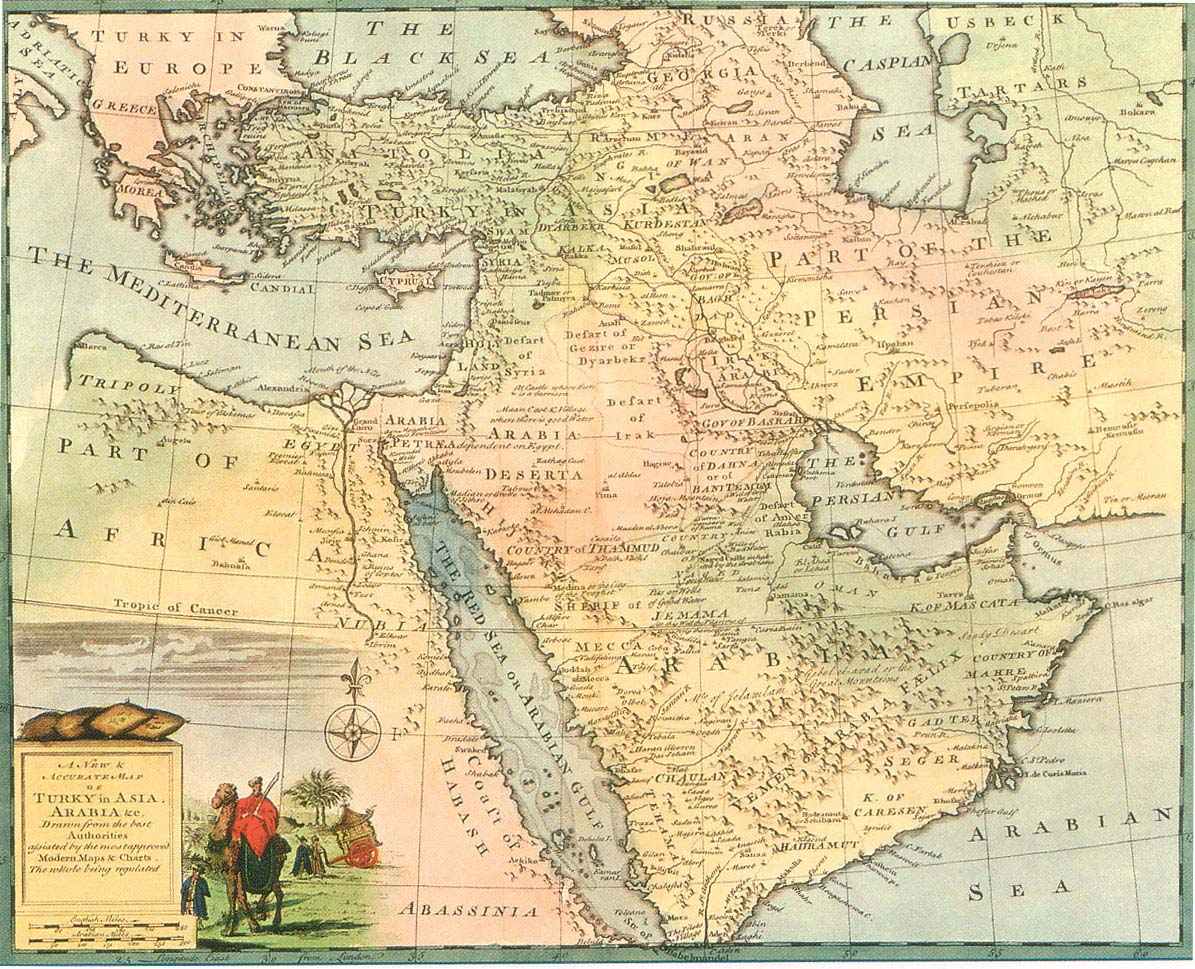
ارمنستان در دوران صفویان

امپراتوری عثمانی در اوایل سده شانزدهم قصد داشت که قلمرو خود را از سمت شرق نیز گسترش دهد، لذا تصرف گرجستان، ارمنستان و دیگر نواحی و شهرهای قفقاز را که بخش‌هایی از آن تحت حکومت صفویان بود، در اولویت بعدی این امپراتوری قرار گرفت. بر این اساس دولت عثمانی در زمان شاه اسماعیل یکم جنگ‌ها و برخوردهای مداومی را برای تصرف این نواحی آغاز کرد.
در ۱۵۱۴ میلادی سپاهیان سلطان سلیم یکم توانستند شاه اسماعیل را در جنگ چالدران شکست دهد و پس از تسخیر تبریز؛ پایتخت صفویان، به سوی آناتولی بازگشته و پس از تصرف ارمنستان غربی، بخش اعظم سرزمین مذکور را از آن خود ساختند.
از سال ۱۵۳۲ میلادی جنگ‌های بین عثمانی به فرماندهی ابراهیم پاشای پارگایی که سپاهیانش از سوریه وارد ارمنستان شده بودند و دولت صفوی دوباره از سر گرفته شد و تا ۱۵۵۴ میلادی ادامه یافت و نواحی مهمی از ارمنستان از جمله دشت آرارات و نخجوان به میدان نبرد ایران و عثمانی شد.
سرانجام در ۱۵۵۵ میلادی پیمان صلحی میان آنان منعقد و بنا بر مفاد آن که به پیمان آماسیه معروف است، ارمنستان بین ایران و عثمانی تقسیم شد و ولایت غربی از آن عثمانی و نواحی شرقی از آن ایران شد، اما پیمان مزبور چندان به طول نینجامید و در ۱۵۷۸ میلادی سلطان مراد سوم با لشکری متجاوز از صد هزار تن از جمله نیروی بزرگی از تاتارهای کریمه به منظور تسخیر سایر نواحی ارمنستان، گرجستان و آذربایجان رهسپار جنگ با صفویان شد.
شاه محمد خدابنده، فرزند خود حمزه میرزا را به مقابله عثمانی‌ها فرستاد. حمزه میرزا در این جنگ شکست خورد و عثمانی‌ها توانستند نواحی شمالی ارمنستان و قسمت‌های شرقی گرجستان را به تصرف خود درآوردند.
سرانجام عثمانی‌ها توانستند در ۱۵۸۵ میلادی تبریز را اشغال کنند و بیست سال آن را در تصرف خود نگاه دارند. بالاخره شاه عباس اول در سال ۱۵۸۸ میلادی به قدرت رسید.
به این ترتیب، ارمنستان سر تا سر سده شانزدهم را در جنگ، ویرانی، قحطی و آشفتگی به سر برد.
به روایت «وارتاپد تادئوس سباستانتسی» (از وقایع نگاران آن دوران) ارمنستان در این مقطع از تاریخ وضیعت اجتماعی و اقتصادی ناگواری داشته و مردم در شرایط سختی زندگی می‌کردند. او می‌نویسد:
«هیچ روستا و شهری نیست که از آسیب حملات سپاهیان در امان مانده باشد. اکثر خانه‌ها ویران شده و باغ‌های میوه عاری از درختانی پربار است. مزارع به آتش کشیده شده‌اند و لشکریان عثمانی همه را از دم تیغ می‌گذرانند.»
شاه عباس با تشکیل سپاه جدیدی با نام (غلامان خاصه)، که هسته اصلی آن را غلامان ارمنی و گرجی تشکیل می‌دادند توانست ازبک‌ها را سرکوب کند و بعد به جنگ با عثمانی‌ها شتافت. سرانجام در سال ۱۶۰۳ میلادی شاه عباس، تبریز را از عثمانی‌ها پس گرفت و پس از آن متوجه تسخیر ایروان شد.
بر اساس مذاکرات صورت گرفته بین نمایندگان ارمنی و شاه عباس، پادشاه صفوی مشکلی برای ورود به شهرها و مناطق ارمنی‌نشین نداشت چرا که از حمایت تام آن‌ها برخوردار بود.
آراکل داوریژتسی دربارهٔ چگونگی ورود شاه عباس به جلفا و استقبال مردم از وی می‌نویسد:
«شاه عباس بعد از تصرف تبریز به طرف نخجوان حرکت کرد اما قبل از آنجا وارد جلفا شد. او درجلفا، که جمعیت قابل توجه‌ای از خانواده‌های ارمنی را در خود جای داده بود، مورد استقبال بی‌نظیر مردم این شهر قرار گرفت. ساکنان شهر پذیرایی چشمگیری از او به عمل آوردند. سفره‌ای از غذاهای رنگارنگ برای او گستردند و از شاه عباس و همراهانش در ظرف‌های زرین پذیرایی کردند. سپس، هدایای فراوانی از جواهرات و سنگ‌های گران‌بها به وی تقدیم داشتند.»
پس از عبور از جلفا، شاه صفوی به طرف نخجوان حرکت کرد و خیلی زود آنجا را نیز به تصرف خود درآورد. این امر سبب شد تمامی قوای عثمانی، که در جنوب رودخانهٔ ارس اردو زده بودند، به سمت ایروان عقب‌نشینی کنند، در آنجا مستقر شوند و خود را آمادهٔ دفاع در مقابل هرگونه حملهٔ احتمالی سپاهیان شاه عباس سازند.
قوای عثمانی در این ناحیه حدود دوازده هزار تن بودند و استحکامات ایروان، که شامل سه قلعهٔ مجزا بود، از قوی‌ترین مواضع دفاعی آنان محسوب می‌شد.
این قلعه‌ها دارای امکانات کافی اعم از آذوقه و ملزومات ضروری بودند تا اگر قوای عثمانی گرفتار محاصرهٔ درازمدت از سوی سپاه صفوی شد، امکان مقابله با آنان وجود داشته باشد. در مقابل سپاهیان صفوی نیز، که به ندرت موفق به فتح قلعه‌ای از طریق هجوم به آن می‌شدند، تصمیم گرفتند با محاصرهٔ این قلعه‌ها سیاست جنگی بهتری را اعمال کنند.
محاصره در تمام طول زمستان ۱۶۰۳ میلادی ادامه یافت اما به علت سرمای شدید قوای صفوی نتوانست کار چندانی از پیش برد. پس از مدتی شاه عباس برای حفظ مواضع خود اقدام به حفر خندق‌هایی به دور این قلعه‌ها کرد و برای این منظور هزاران نفر از مردم این نواحی را به کار اجباری واداشت. در طول محاصرهٔ ایروان به دست شاه عباس هزاران تن از ساکنان شهر در اثر سرمای شدید و گرسنگی جان خود را از دست دادند. سپاه صفوی مجبور شد تا رسیدن بهار صبر کند اما در نهایت در ژوئن ۱۶۰۴ میلادی قلعه‌های ایروان یکی پس از دیگری تسلیم نیروهای شاه عباس شدند.
آراکلیان دربارهٔ این واقعه آورده است:
«تصرف ایروان نُه ماه به طول انجامید. قلعه‌هایی که ایروان را در خود جای داده بودند بسیار محکم و نفوذناپذیر بودند. قوای عثمانی تمامی کلیساهای شهر را ویران و از سنگ‌های به کار رفته در بنای آن‌ها برای مقاوم کردن استحکامات نظامی ایروان استفاده کرده بودند. از طرفی شاه عباس هم با شناختی که از قوای نظامی عثمانی داشت برای تهاجم ناگهانی به این شهر هیچ تصمیم جدی ای نگرفته بود. در این میان اگر هم نزاعی گذرا بین نیروهای شاه عباس و عثمانی‌ها درمی‌گرفت منجربه کشته شدن جمعی از اهالی بی دفاع ساکن مناطق اطراف ایروان می‌شد که شاه عباس دستور داده بود آن‌ها را در پشت دروازه‌های شهر مستقر کنند.
اگرچه این محاصره طولانی شد در وجود شاه عباس ذره‌ای تردید برای عقب‌نشینی دیده نمی‌شد. در اینجا بود که او از درایت سیاسی ای که در طی این جنگ به کار برده بود به نتیجه‌ای مثبت دست یافت و بالأخره، پس از چند ماه محاصره نیروهای عثمانی تسلیم شدند و قوای شاه عباس با ورود به ایروان شهر را تصرف کردند.»

## کوچاندن ارمنیان به ایران
آراکل داوریژتسی توصیف کاملی از وقایع این دوران را به شرح ذیل بازگو کرده است:
«پس از خروج از ایروان، شاه عباس دستور داد سپاهیانش عقب‌نشینی کنند و تمامی شهرها و روستاهای سر راهشان را تا مرزهای ایران ویران سازند تا به این ترتیب مانع از تعقیب سریع سپاهیان عثمانی شوند. آن‌ها به هر شهر و روستایی که می‌رسیدند خانه‌ها را ویران می‌کردند، مزارع را آتش می‌زدند، دام‌ها را هلاک می‌ساختند و ساکنان آنجا را وادار به ترک خانه‌هایشان می‌کردند و آنان را کوچ می‌دادند. هر کس در مقابلشان ایستادگی می‌کرد و حاضر به رفتن نمی‌شد یا اینکه توان رفتن نداشت محکوم به مرگ بود. بدین ترتیب، سپاهیان شاه عباس اکثر شهرها و روستاهای ارمنی‌نشین واقع در دشت آرارات را ویران کردند و سکنهٔ آن مناطق را به مقصد ایران با خود همراه ساختند.
هنگامی که این جمیعت به واغارشاپات رسیدند به شاه عباس خبر رسید که دسته‌ای از سپاهیان عثمانی در حال نزدیک شدن به آنان هستند. شاه عباس که می‌دانست با این جمیعت انبوه از مردم بی دفاع نخواهد توانست در برابر این سپاهیان بایستد و بجنگد به سرداران لشکرش دستور داد که دسته‌های مردم را با سرعت بیشتری حرکت دهند؛ بنابراین، آن تعداد از جمیعت که قادر به حرکت نبودند، از جمله پیران و بیماران و کودکان، ناگزیر ماندند و پر واضح است که به چه سرنوشتی گرفتارآمدند. بالأخره، شاه عباس به همراه جمعیت مهاجر ارمنی به جلفا رسید. اکنون باید از رودخانهٔ ارس عبور می‌کردند. دوباره به شاه عباس خبر دادند که سپاه عثمانی به نخجوان رسیده است. با شنیدن این خبر شاه عباس که می‌دانست فرصت زیادی ندارد به سپاهیان خود دستور داد تا مردم را وادار به عبور هر چه سریع تر از رودخانه کنند. رودخانه خروشان بود و خطرناک و مردم یا باید عبور می‌کردند یا در آنجا منتظر رسیدن قشون عثمانی می‌ماندند که در آن صورت مرگشان حتمی بود. به ناچار عبور از رودخانه را انتخاب کردند.»
از حدود سیصد و پنجاه هزار تن از ارمنیان به تعداد سیصد هزار تن از آنان در رودخانه غرق شدند.
اگر چه شاه عباس بخش اعظمی از ساکنان ارمنی شهرها و روستاهای ارمنستان را به ایران کوچ داد، اما این بدان معنا نبود که این سرزمین‌ها خالی از سکنه شدند. هنوز بسیاری از ارمنیان در شهرها و روستاهای این نواحی سکونت داشتند که از آن پس تا نیمه اول سده نوزدهم زندگی آن‌ها کم و بیش دستخوش حوادث و تهاجم‌های ناگوار است.
با شروع مجدد جنگ بین ایران صفوی و امپراتوری عثمانی در سال‌های ۱۶۱۶–۱۶۱۷ میلادی ارمنستان وارد یک دوره حملات و کشاکش قدرت‌های متخاصم ایران و عثمانی شد. در طی این جنگ‌ها قوای عثمانی که ابتدا به پیروزی رسیده بود، حدود سی هزار اسیر جنگی را با خود به داخل قلمرو عثمانی برد که اکثر آن‌ها از ارمنیان ساکن دشت آرارات بودند. سرانجام در سال ۱۶۳۹ میلادی بین دولت‌های عثمانی و صفوی پیمان صلح بسته شد که بر پایه آن دوباره حاکمیت عثمانیان بر ارمنستان غربی و ایرانیان بر ارمنستان شرقی تثبیت شد. این وضع تا اواخر دولت صفوی و استیلا افغان‌ها بر ایران پایدار ماند.

## ارمنستان در دوران افشاریان

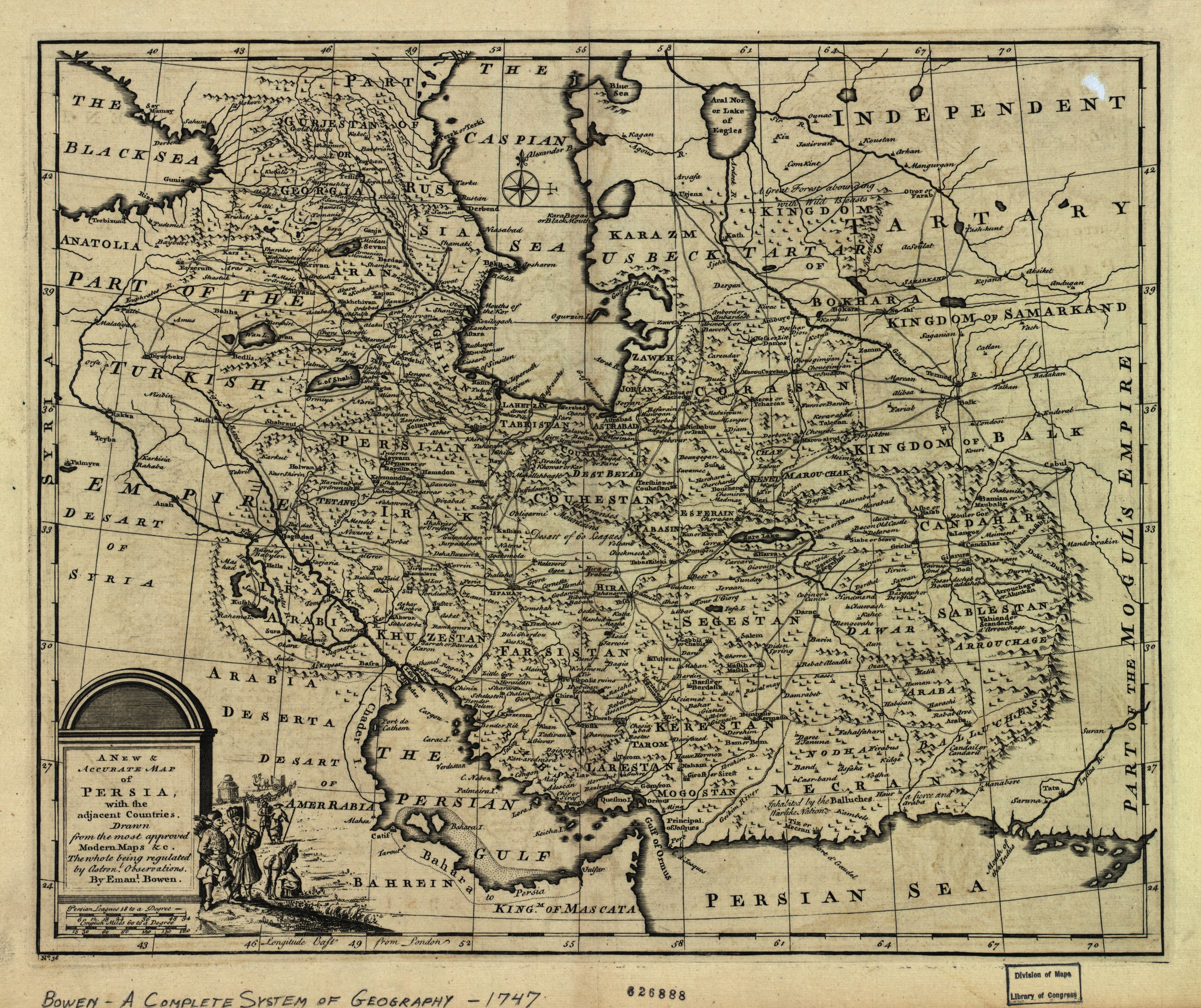
ارمنستان در دوران افشاریان

با قدرت رسیدن نادرشاه قسمت بزرگی از ارمنستان به تصرف ایران درآمد. کاتولیکوس رهبر مذهبی کلیسای اچمیادزین از این فرصت استفاده کرده و تلاش‌هایی را برای استیفای استقلال ارمنستان و رهایی از قیمومیت خفقان‌آمیز ترکان عثمانی آغاز می‌کند. این تلاش‌ها خیلی زود به یک جنبش وسیع علیه استیلای عثمانی‌ها مبدل می‌شود و ارمنی‌ها فعالانه در صفوف سپاه نادر شاه علیه قشون عثمانی به نبرد برمی‌خیزند.
روستاییان ارمنی در یکی از جنگ‌های نادر شاه با عثمانی‌ها که در منطقه یغوارد روی داد. با سد کردن راه بازگشت عثمانی‌ها موجبات درهم شکسته شدن آن‌ها را فراهم کردند.
در جنگ نادرشاه با توپال عثمان پاشا در نواحی مرزی همدان و عراق شش گردان از ارمنیان در سپاه نادر شاه می‌جنگیدند، همچنین سپاه امیران ارمنی از قلمروی حکومت خود خراج و مالیات جمع‌آوری و آن را صرف تدارکات و فراهم آوردن آذوقه سپاه ایران می‌کردند. سرانجام نبردهای نادر با عثمانیان به انعقاد عهدنامه گردان و تأکید دوباره بر اعتبار و قوت پیمان‌های پیشین بین دولت‌ها بر تقسیم ارمنستان بین ایران و عثمانی بود، این وضع تا اوایل سده نوزدهم میلادی ادامه یافت.

## ارمنستان در دوران قاجاریان

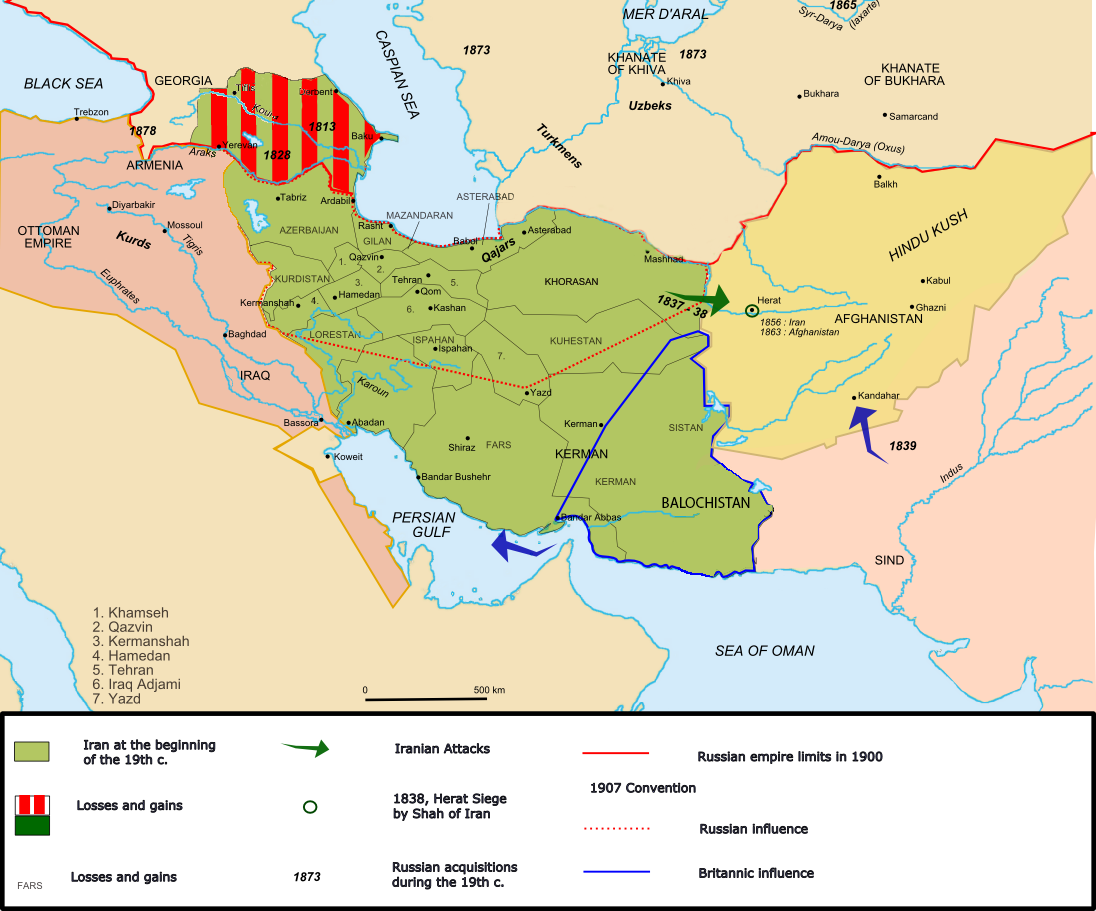
ارمنستان در دوران قاجاریان

در ارمنستان شرقی که تحت کنترل ایران بود، نظام خان نشینی بود که در آن‌ها اداره امور به دست خان‌ها صورت می‌گرفت. عمده‌ترین حکومت خان‌نشین در این دوره خان‌نشین ایروان بود که بخش مرکزی ارمنستان شرقی را دربر می‌گرفت. محل‌ها یا ناحیه‌ها توسط بلوکها، شهرها به دست کلانترها و روستاها توسط دهیارها که همگی از سوی خان یا سردار ایروان انتخاب می‌شدند، اداره می‌شد. وظیفه اصلی خانات و بلوکات ارمنستان جمع مالیات و تدارکات قشون بود.
وضیعت روستاییان در این دوره بهبودی چندانی نیافت و هنر و صنعت نه تنها رشدی نداشت بلکه در بسیاری از شاخه‌ها متوقف شد. اگرچه هنوز ارمنیان عمدهٔ تولیدات هنری و صنعتی را در دست داشتند به دلیل محدودیت‌های موجود تلاش چندانی برای نوآوری و شکوفایی در این دو زمینه صورت نمی‌گرفت زیرا هنرمندان و صنعتگران مجبور بودند تأمین نیازهای حاکمان وقت را در اولویت فعالیت‌های خود قرار دهند.
تجارت نیز که از مدت‌ها پیش با کوچ ارمنیان به ایران عملاً متوقف شده بود اگرچه به تدریج جان گرفت بیشتر مناطق داخلی ارمنستان را در بر می‌گرفت و در نهایت به کشورهای حوزهٔ قفقاز و ایران محدود شد و هیچ‌گاه دوباره به عظمت جهانی ای که در گذشته باعث پیوند ارمنستان به کشورهای اروپایی و آسیای دور می‌شد دست نیافت.
به این ترتیب، با ضعف تجارت و قدرت بازرگانان که در گذشته رکن اساسی سیاست ارمنستان را تشکیل می‌داد و حلقهٔ پیوند ارمنستان با دنیای خارج بودند ارمنستان از لحاظ نقش آفرینی سیاسی نیز دچار ضعف شدید شد.
حدود سیزده سال پس از انعقاد عهدنامه گلستان در سال ۱۸۲۶ میلادی با حمله ایران دور دوم جنگ‌های ایران و روسیه آغاز شد که بار دیگر به شکست ایران و انعقاد عهدنامه ترکمانچای فوریه ۱۸۲۸ میلادی منجر شد که بر اساس آن ارمنستان شرقی و تمام مناطق شمال ارس به روس‌ها واگذار شد.

## فتح ایروان
در زمان دوره اول جنگ‌های ایران و روسیه ارتش روس برای تصرف خان‌نشین ایروان دو مرتبه سعی کرد. اولین کوشش در سال ۱۸۰۴ میلادی بوقوع پیوست. در ماه ژوئن یک لشکر روس متشکل از ۴۵۰۰ نفر به فرماندهی ژنرال پاول سیسیانوف، وارد دشت آرارات شد و در ۱۵ ژوئیه ضربه نهائی را به‌سر قشون فتحعلی‌شاه قاجار وارد ساخت. پس از آن سیسیانوف سعی در تصرف ایروان نمود. قلعه ایروان مشرف بر سرحدات جنوبی شهر، ساحل مرتفع و پر صخره رود هرازدان (زانگو) قرار داشت. از سه طرف توسط حصارهای دو لایه محصور بود. حصار داخلی که از آجر و سنگ ساخته شده بود، به حد کافی بلند و مستحکم و دارای هفده برج بود.
در حدود ۳۲–۴۰ متری آن حصار خارجی قرار داشت که از رس و سنگ ساخته شده و نسبتاً باریک و کم ارتفاع بود. در اطراف قلعه چاله‌های عمیق و پهن کنده شده و برخی از آن‌ها نیز از آب پرگردیده بود. قلعه دارای ۶۰ توپ و ۲ خمپاره انداز و پادگان آن هفت هزار نفر سرباز داشت. محاصره ایروان از ۲۴ ژوئیه تا ۴ سپتامبر بطول انجامید. سیسیانوف دست به چند حمله زد ولی موفق نشد. کمبود آذوقه و مخصوصاً ادوات جنگی دشواری جدی برای لشکر روس به وجود آورد. سیسیانوف ایروان را ترک کرده به گرجستان برگشت.
دومین محاصره ایروان در پائیز ۱۸۰۸ میلادی بوقوع پیوست. این مرتبه لشکر ۷۷۰۰ نفری روسیه به فرماندهی ژنرال گودوویچ بطرف ایروان حرکت نمود و در ۸ اکتبر باغات و حومه شهر را تصرف کرد. قلعه ایروان در حلقه تنگی قرار گرفت. در ۱۷ نوامبر گوودویچ دست به حمله شدید زد، لیکن صرف نظر از کوشش‌های قهرمانانه جنگجویان روس این اقدام بدون نتیجه ماند، مشکلات تهیه مواد ضروری و زمستان، گودوویچ را به خاتمه محاصره ایروان مجبور نمود.
تصرف ایروان از سوی قشون روس بعدها در زمان جنگ ایران و روس (۱۸۲۶ تا ۱۸۲۸) پیوست. قشون روس به طرف ایروان حرکت نمود قلعه ایروان در دست حسن خان بود او حدود ۱۸۰۰۰ نفر که اکثراً از شهر ایروان و ساکنین ارمنی دهات اطراف بودند در قلعه جمع شده بودند. قلعه ایروان زیر آتش شدید توپ‌ها قرار گرفت، در بیست و هشتم ماه ۱۴ توپ سنگین محاصره نمودند اما تمام شب سی ام ۴۰ توپ آتش گشودند. فقط آن شب بیش از ۱۰۰۰ گلوله توپ روی شهر ریخت و در نتیجه قسمت بزرگ خانه‌ها آتش گرفته و ویران گردید.
خاچاطور آبوویان در کتاب زخم‌های ارمنستان در این باره می‌نویسد:
«قلعه ایروان در دود گم شد. پنج روز و پنج شب کوه و دره می‌غرید. مثل اینکه آتش سدوم و عموره از بالا می‌بارید. قلعه ایروان گاهی مثل چراغ روغن نورانی می‌شد و سپس خاموش می‌گردید. آنقدر گلوله توپ به سر و قلبش خورده بود که جانش به لبش رسیده بود.»
در بامداد روز اول اکتبر یک دسته از سپاه روس برج شمال شرقی قلعه را تصرف نمود و یک گروه دیگر با نزدیک شدن به دروازه شمالی و با ازبین بردن آن وارد قلعه شد. قلعه معروف ایروان تصرف گردید. پادگان خان که از ۴۰۰۰ سرباز تشکیل می‌شد تسلیم گردید. حسن خان و ۲۰۵ مقام بلندپایه اسیر شدند حدود ۱۰۰ توپ و غنایم جنگی دیگر بدست آمد.